# Snoop Dogg's Doggystyle
Snoop Dogg's Doggystyle è un video del rapper Snoop Dogg che mescola la pornografia e la musica hip-hop, realizzato nel 2001.
È stato il primo video hardcore entrato nelle classifiche di vendita musicali di Billboard, e lanciò pure la moda di ospitare rapper in film per adulti: in seguito altri musicisti come Mystikal, Too Short, Ice-T e Yukmouth apparvero in film del genere.
Le riprese vennero effettuate nella villa di Snoop Dogg a Claremont in California. Peraltro, Snoop Dogg non appare nudo e non compie atti sessuali.

## Crediti

### Attori
- Obsession
- Mark Anthony
- Taylor St. Clair
- India
- Mia Smiles
- Tony Eveready
- Charlie Angel
- Jade Marcela
- Bronze
- Cuba Demoan
- Baby Doll
- Farrah
- Kaire
- Anna Malle
- Mr. Marcus
- Jack Napier
- Lucy Pearl
- Suave

### Ballerini
- Lenore
- Petro
- Moet
- Essence
- Caramel
- Diva Blue
- Alize

### Personale di Snoop Dogg
- Xzibit
- Rappin' 4-Tay
- Tray Deee
- Goldie Loc
- Nate Dogg
- Soopafly
- DJ Jam
- Uncle Junebug
- Tha Locs

## Canzoni
- "Let's Roll" - Exclusive
  - Contains sample of Michael Jackson's "Billie Jean"
- "Dogghouse"
- "One More Switch" - Exclusive
- "P*** Sells"
- "Fatal Attraction" - Exclusive
- "In Love with a Thug"
- "G'd Up"
- "Pump Your Brakes"
- "Now We Lay 'Em Down"
- "Tha G In Deee"
- "Don't Tell"
- "Give It 2 'Em Dogg"
- "Nigga Sayin' Hi" - Exclusive
- "Tha' East Sidaz"

## Premi
| Year | Award                                                |
| ---- | ---------------------------------------------------- |
| 2002 | Adult Video News Awards for Best Music               |
| 2002 | Adult Video News Awards for Top Selling Tape of 2001 |

## Classifiche musicali
| Chart                       | Peak Position/ (peak weeks) | Weeks spent |
| --------------------------- | --------------------------- | ----------- |
| Adult sales                 | # 1 (2)                     | ??          |
| Billboard music video sales | # 21 (1)                    | 3           |